# Wincenty Gąsiorowski
Wincenty Gąsiorowski pseud. Stary (ur. 19 czerwca 1884 w Milewie, zm. 10 kwietnia 1959 w Warszawie) – działacz komunistyczny, burmistrz Rembertowa i przewodniczący Miejskiej Rady Narodowej w Rembertowie (1945-1946).

## Życiorys

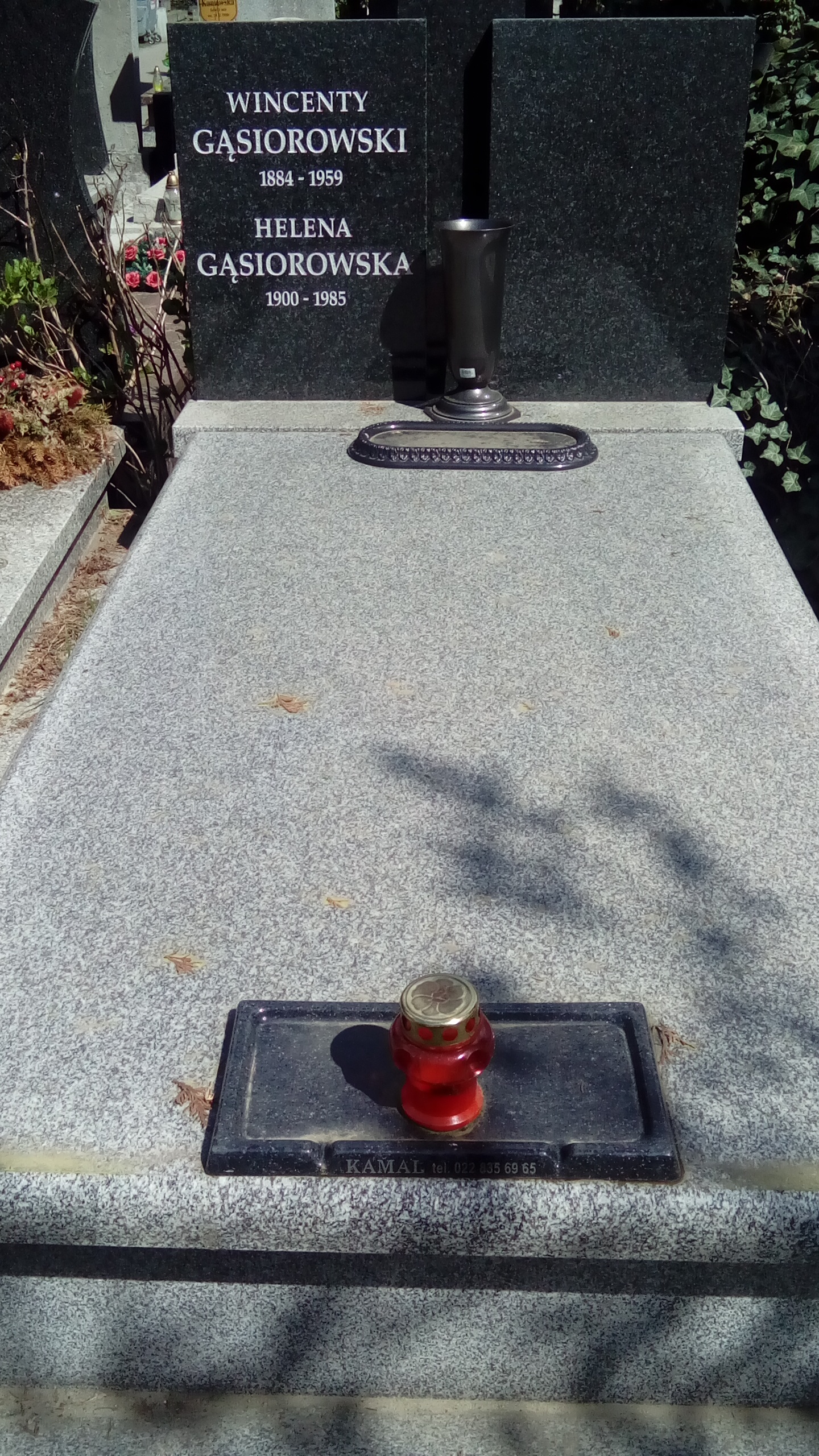
Grób Wincentego Gąsiorowskiego na Cmentarzu Wojskowym na Powązkach

Od 1900 mieszkał w Warszawie, gdzie do 1904 terminował u rymarza i skończył 4 klasy niedzielnej szkoły rzemieślniczej. Od 1903 członek SDKPiL, w 1904 zwolniony z pracy wyjechał do Petersburga, gdzie także był rymarzem i wstąpił do SDPRR. W 1905 powołany do rosyjskiej armii służył w 7 pułku strzelców finlandzkich w Wyborgu, działał w pułkowej organizacji SDPRR i do 1907 był jej kierownikiem. W lutym 1907 aresztowany, zbiegł z aresztu, otrzymał od Nadieżdy Krupskiej paszport na fałszywe nazwisko Piotr Czernienko i przedostał się do Helsinek, a potem do Kopenhagi i stamtąd do Krakowa, gdzie był rymarzem w fabryce pasów transmisyjnych i działał w miejscowej sekcji SDKPiL i chodził na wykłady z ekonomii politycznej i socjologii organizowane dla robotników. Od 1910 pracownik firmy rymarskiej w Bielsku, zwolniony z pracy za udział w 1-majowym pochodzie, 1914-1916 pracował dorywczo w Belgradzie, w 1916 internowany przez wojska austriackie w Drosendorfie i potem w Oświęcimiu. W 1918 zbiegł z internowania i przeniósł się do Warszawy, gdzie do 1928 pracował w firmach rymarskich i działał w Związku Zawodowego Robotników Przemysłu Skórzanego w Polsce i od 1925 w Centralnym Związku Robotników Przemysłu Skórzanego i Pokrewnych Zawodów w Polsce, w 1927 członek Zarządu Okręgowego (ZO) tego Związku, przewodniczący sekcji rymarzy i siodlarzy. Wiele razy był wybierany na delegata załogi i członka komitetów strajkowych, 1927 na krótko aresztowany za udział w strajku siodlarzy i rymarzy, 1928 przeniósł się do Rembertowa i był tam rymarzem w 3 batalionie strzelców. Podczas okupacji współorganizował komunistyczną organizację Rewolucyjne Rady Robotniczo-Chłopskie "Młot i Sierp" w Rembertowie, w 1942 wstąpił do PPR, od marca 1942 sekretarz Komitetu Dzielnicowego (KD) PPR. W styczniu 1944 współorganizował konspiracyjną Radę Narodową w Rembertowie, od 11 stycznia 1944 członek jej prezydium. Wraz z nim w konspiracyjnym ruchu komunistycznym działała jego żona Helena, syn Tadeusz i synowa Halina. Drukował i kolportował "Głos Warszawy" będący organem prasowym Komitetu Warszawskiego PPR. Od stycznia 1945 przewodniczący Miejskiej Rady Narodowej (MRN) w Rembertowie, a później burmistrzem tego miasta. Od maja 1946 kierownik kadr w Zakładach Chemicznych w Grodzisku Mazowieckim. Sekretarz POP, członek Komitetu Miejskiego (KM) PPR i przewodniczący klubu radnych Powiatowej Rady Narodowej (PRN). 1952-1957 kontroler techniczny w Spółdzielni Pracy Rymarzy "Centrum" w Warszawie, w 1957 otrzymał rentę dla zasłużonych. Był odznaczony m.in. Orderem Sztandaru Pracy II klasy. Pochowany na wojskowych Powązkach (kwatera 28BII-4-28).